# Conus jickelii
Conus jickelii é uma espécie de gastrópode do gênero Conus, pertencente à família Conidae.